# Hochsensibilität
Der Begriff Hochsensibilität (auch: Hypersensibilität oder Hochsensitivität) bezeichnet das Temperamentsmerkmal höherer sensorischer Verarbeitungssensitivität (englisch: Sensory Processing Sensitivity SPS). Die basale Forschungstätigkeit zu dem als Persönlichkeitsdisposition verstandenen psychophysiologischen Konstrukt der Hochsensibilität stammt von der US-amerikanischen Psychologin Elaine N. Aron. Nach ihrer „Vorstellung bedeutet Hochsensibilität sowohl eine hohe Sensitivität für subtile Reize als auch eine leichte Übererregbarkeit“. Hochsensibilität bezeichnet als Eigenschaft ein Konzept zur Erklärung der zwischen Individuen unterschiedlichen psychologischen und neurophysiologischen Verarbeitung von Reizen.

## Wissenschaftlicher Hintergrund
In der englischsprachigen Forschung wird die betreffende Eigenschaft als sensory-processing sensitivity (wörtlich: Sinnesverarbeitungs-Sensitivität) bezeichnet, in der deutschen als höhere sensorische Verarbeitungssensitivität. In den Medien findet sich auch der Ausdruck Hypersensibilität, eingebürgert hat sich aber Hochsensibilität. Es beschreibt die sich zwischen Individuen unterscheidende Sensitivität gegenüber Erlebtem als ein stabiles, zeitlich überdauerndes Merkmal. Aron bezieht sich dabei nicht auf einen Unterschied in den Sinnesorganen selbst, sondern auf etwas, das auftritt, wenn sensorische Informationen zum Gehirn übertragen oder dort verarbeitet werden.
Es gibt verschiedene Erklärungsansätze für individuelle Unterschiede in der Sensitivität, die sich seit Mitte bis Ende der neunziger Jahre herausgebildet haben, wobei Arons Konzept der höheren sensorischen Verarbeitungssensitivität einer von ihnen ist. Die wichtigsten Konzepte stimmen dabei in einem Aspekt überein: dass sich sensitive Personen (highly sensitive persons (HSPs)) in ihrer Reaktion auf negative und positive Umwelteinflüsse unterscheiden. Die in der Literatur genannte Orchideen-Löwenzahn-Metapher soll den Unterschied zwischen beiden Gruppen verdeutlichen. Nach dieser stehen Orchideen für Personen, die sensitiver sind (d. h. unter idealen Bedingungen außergewöhnlich gut gedeihen und unter ungünstigen außergewöhnlich schlecht). Dem Löwenzahn entsprechen diejenigen, die weniger sensitiv auf die Umwelt reagieren (sie sind widerstandsfähig und können überall wachsen).
Speziell Arons Theorie besagt nun, „dass es ein zugrunde liegendes Unterscheidungsmerkmal dafür gibt, wie einige Personen Reize verarbeiten, was eine größere sensorische Verarbeitungssensitivität, Reflektivität und Erregbarkeit mit sich bringt.“
Die Unterschiede in Sensitivität und Verarbeitung seien grundlegend und psychobiologisch bedingt. In diesem Zusammenhang sieht Aron Hochsensibilität als eine Form von angeborenem Temperament, im Gegensatz zur Persönlichkeit, die nach dem Verständnis in der Psychologie auch erlernte Anteile umfasst.
Bisher gibt es keine einheitliche erklärende Theorie oder Definition zum Phänomen Hochsensibilität, ebenso wenig wie ein allgemeingültiges, einheitliches Verfahren, mit dem man Hochsensibilität zweifelsfrei feststellen kann.
Es handelt sich bei Hochsensibilität nicht um eine „psychische Störung“ oder „Erkrankung“. Allerdings kommen laut Schätzungen psychische Störungen bei Hochsensiblen häufiger vor als im Bevölkerungsdurchschnitt aufgrund einer höheren psychischen Verletzbarkeit.

### Geschichte
Schon bevor Elaine Aron den Ausdruck Hochsensibilität prägte, setzte man sich mit den Phänomenen unterschiedlicher Reizwahrnehmung und -verarbeitung auseinander. So vermutete der Psychiater Wolfgang Klages, dass das Phänomen der sensiblen und hochsensiblen Menschen „biologisch verankert“ und die „Reizschwelle des Thalamus“ bei diesen Personen viel niedriger sei. Dadurch bestehe eine höhere Durchlässigkeit für die aus afferenten Nervenfasern eingehenden Signale, so dass diese ungefiltert an die Hirnrinde weitergegeben werden.
Auch Jerome Kagan, dessen Forschungsergebnisse als eine der Grundlagen für Arons Konzept dienen, fand physiologische und Verhaltensunterschiede zwischen von ihm als gehemmt (inhibited) und als ungehemmt bezeichneten Kindern. Die ersteren umfassten ca. 15 bis 20 % der Kinder. Sie zeigten weniger spontanes Sprechen sowie größere Distanz gegenüber einem erwachsenen Fremden und im freien Spiel mit Gleichaltrigen. Sie spielten weniger mit einem neuen Spielzeug, zeigten höhere Reizbarkeit, sympathische Reaktivität, mehr Noradrenalin im Urin und mehr Cortisol im Speichel.
Bereits Alice Miller, Carl Gustav Jung und Iwan Pawlow beschäftigten sich mit der Erscheinung der erhöhten Sensitivität innerhalb der menschlichen Spezies, ohne dies jedoch in ein umfassendes Konzept oder eine Theorie einzubetten.

### Häufigkeit
Hochsensibilität soll laut einigen Experten bei etwa 15 bis 20 % der Bevölkerung auftreten. Anderen Schätzungen zufolge sind es 1 bis 3 %. Die Frage der Häufigkeit wurde in einer Studie von 2018 mit 906 Erwachsenen auf Basis einer latenten Klassenanalyse, einem statistischen Verfahren zur Gruppenerstellung, untersucht. Etwa 31 % der Personen wurden der Gruppe der Hochsensiblen zugeordnet.

### Kritik und Reaktionen
In der Psychologie wurde kritisiert, Hochsensibilität kombiniere unterschiedliche, nicht notwendigerweise zueinander passende Konzepte. Unklar sei, ob das Konzept Hochsensibilität als Ansatz am besten geeignet ist, die tatsächlich beobachtbaren Unterschiede in der Wahrnehmung und dem Verhalten zu erklären.
Jens Asendorpf, an dessen Forschung zur Schüchternheit Aron anknüpft, sieht in Hochsensibilität eine Unterklasse des Persönlichkeitsmerkmals emotionale Instabilität. Dem wird jedoch entgegnet, dass emotionale Instabilität nur ein Teilaspekt von Hochsensibilität sei. Zudem betont Aron, dass Hochsensible stärkere negative und positive Emotionen empfinden. Das gängigste Persönlichkeitsmodell der Psychologie, die Big Five, erklärt außerdem nur 28 % der Varianz, d. h. Unterschiede zwischen Personen, im Merkmal Hochsensibilität. Dies bedeutet, dass Persönlichkeit als Erklärungsansatz nicht ausreicht, um das Konzept Hochsensibilität abzubilden.

## Eigenschaften

### In der medialen Darstellung
Häufig werden in den Medien zwei zentrale Charakteristika Betroffener genannt oder umschrieben, die intensivere Reizverarbeitung und eine Reizüberflutung durch eine mangelnde Filterung von wichtigen und unwichtigen Informationen. Dies weicht insofern von Arons ursprünglicher Konzeptionierung ab, als sie selbst die Vorstellung des Filterns von Unwichtigem als problematisch ansah. Die Annahme, dass Hochsensible nicht herausfiltern können, was irrelevant ist, würde bedeuten, dass aus der Perspektive von Nicht-Hochsensiblen bestimmt wird, was relevant ist.
Viele Betroffene interpretieren Hochsensibilität nicht als alle Sinne betreffend. Stattdessen trete sie in unterschiedlichen Bereichen (Gerüche, Licht, soziale Kontakte) mit verschieden intensiven Ausprägungen auf. Andere hochsensible Menschen sehen sich als Mischtypen, bei denen eine erhöhte Sensibilität in mehr als einem Bereich auftritt.
Im Jahr 2015 wurde in einem Artikel im Wall Street Journal festgestellt, dass mehrere hundert Forschungsstudien zu Themen im Zusammenhang mit Hochsensibilität durchgeführt wurden. Zudem hätten hochsensible Personen „gerade ihren großen Auftritt“. Zu einem ähnlichen Schluss kamen auch mehrere deutsche journalistische Beiträge.

### Persönlichkeitsmerkmale
Laut einer Meta-Analyse hängen die im Abschnitt Hochsensibilitäts-Test genannten Komponenten jeweils unterschiedlich mit verschiedenen Persönlichkeitsmerkmalen zusammen. Die ästhetische Sensitivität steht vor allem mit dem Persönlichkeitsmerkmal Offenheit für neue Erfahrung in Verbindung, das bei Erwachsenen, nicht aber bei Kindern mit Hochsensibilität positiv korrelierte. Die anderen beiden, die leichte Erregbarkeit und die niedrige Wahrnehmungsschwelle, korrelieren positiv mit Neurotizismus. Der von Aron angenommene Zusammenhang mit Gewissenhaftigkeit konnte nicht bestätigt werden. Betroffene sehen sich auch häufig als mitfühlender und sozialer an. Die genannte Meta-Analyse konnte jedoch keinen Zusammenhang von Hochsensibilität mit Verträglichkeit finden. Diesem Persönlichkeitsmerkmal sind die genannten prosozialen Eigenschaften am ehesten zuzuordnen (siehe Big Five-Modell).
Laut Aron wurde Hochsensibilität lange mit Introversion, Schüchternheit und Neurotizismus verwechselt. Es besteht jedoch ein Zusammenhang mit Verhaltenshemmung. Die Motivation, unangenehme Zustände und negative Folgen von Verhalten zu verhindern, ist bei Hochsensiblen ausgeprägt. Weitere Ergebnisse deuten darauf hin, dass Hochsensible tendenziell stärkere Gefühle auch auf einen positiven Reiz erleben. Jedoch scheint das Bedürfnis, diese Belohnungsreize aktiv anzustreben, bei Hochsensiblen nicht anders ausgeprägt zu sein als bei Nicht-Hochsensiblen. Eine andere Studie konnte die Ergebnisse zu stärkeren positiven Gefühlen bei Hochsensiblen teilweise stützen. Allerdings traten in dieser Studie die intensiveren positiven Gefühle nur bei den Hochsensiblen auf, die in der Kindheit eine Erziehung mit hoher Fürsorge und wenig Überbehütung erfahren hatten.
Aufgrund der Ähnlichkeit zu Hochsensibilität wurden auch Bezüge zu anderen Merkmalen hergestellt. Zwei Komponenten der Hochsensibilität, leichte Erregbarkeit und niedrige Wahrnehmungsschwelle, stehen in Verbindung mit autistischen Symptomen (schlechtere soziale Fähigkeiten und vermehrte Aufmerksamkeit für Details).:13 Leichte Erregbarkeit und niedrige Wahrnehmungsschwelle korrelieren außerdem mit Schwierigkeiten, die eigenen Gefühle zu identifizieren und sie in Worten zu beschreiben. Ästhetische Sensitivität korreliert sowohl mit dem autistischen Symptom der Aufmerksamkeit für Details wie auch mit besseren kommunikativen Fähigkeiten.

### Neurale und kognitive Aspekte
Ein Hinweis auf mögliche neurale Unterschiede, die mit Hochsensibilität einhergehen, stammt aus fMRT-Studien. Beispielsweise mussten im Rahmen einer Studie die Teilnehmer geringfügige Änderungen in ihnen unbekannten fotografischen Szenen entdecken. Personen mit Hochsensibilität zeigen dabei mehr Aktivierung in Hirnarealen, die für visuelle Aufmerksamkeit zuständig sind. Im Einklang mit Arons Theorie wird dies damit erklärt, dass sie sich mehr mit den subtilen Details dieser Darstellung beschäftigen. Es gab keinen Unterschied in der Genauigkeit im Entdecken von Veränderungen zwischen Hochsensiblen und Nicht-Hochsensiblen. Darüber hinaus waren Hochsensible in dieser Studie langsamer darin, geringfügige Änderungen zu entdecken.
In einer anderen Studie reagierten Hochsensible schneller bei einer Aufgabe, bei der sie auf bekannte visuelle Reize reagieren mussten. Gleichzeitig berichteten sie aber, von der Aufgabe gestresster zu sein.
Manche Autoren sprechen von geistiger, emotionaler oder sensorischer Übererregbarkeit bei Hochbegabten. In einer Meta-Analyse wurde festgestellt, dass hochbegabte Personen höhere Werte für Übererregbarkeit aufweisen als normal begabte.

### Kreativität
Die Forschung konnte einen Zusammenhang zwischen bestimmten Aspekten von Kreativität und Hochsensibilität finden. Hochsensibilität korreliert zwar nicht mit der Fähigkeit zu divergentem Denken, aber ungefähr auf mittlerem Niveau mit einer Verhaltenstendenz zu kreativer Ideenfindung und mit anerkannten kreativen Erfolgen.

### Erziehung

#### Einflussfaktoren in Kindheit und Jugend
Hochsensibilität kann unter bestimmten Umständen zu Schüchternheit führen (verstanden als Unbehagen bei sozialem Kontakt und Einschränkung des Wunsches danach). So begünstigt Hochsensibilität bei biografisch vorbelasteten Menschen (psychische Traumata, familiäre Konflikte, schwierige Sozialisation) die Entstehung von Schüchternheit und auch negativer Emotionalität.
Hochsensible und nichthochsensible Kinder unterscheiden sich nicht darin, wie warmherzig oder liebevoll sie ihre Eltern wahrnehmen. Darüber hinaus berichten Heranwachsende, die von ihren Eltern bevormundet und abhängig gemacht wurden, häufiger hochsensibel zu sein. Erfahren Hochsensible als Kind eine Erziehung mit hoher elterlicher Fürsorge und werden dabei gleichzeitig wenig überbehütet (dürfen z. B. Dinge allein entscheiden), bewerten sie als Erwachsene emotional positive Bilder als intensiver.

#### Schule
Hochsensible Kinder und Jugendliche zeichnen sich durch Kreativität, Reflexionsfähigkeit und Empathie aus, sind jedoch schneller überfordert und gestresst. Daher sollten Lehrkräfte im Sinne des Diversity Management den Unterricht an diese Stärken und Schwächen hochsensibler Lernender anpassen.

#### Hochsensible Eltern
Hochsensible Mütter berichten von einem höheren Verbundenheitsgefühl mit ihrem Kind, gleichzeitig aber auch von mehr Problemen bei der Erziehung. Hochsensibilität bei Vätern geht einher mit einem stärkeren Verbundenheitsgefühl mit dem Kind.

### Psychische Erkrankungen
Bei Männern ist die relative Chance für die Entwicklung einer psychischen Störung 12-mal höher, wenn sie hochsensibel sind, für Frauen um das 8,5-fache höher.

#### Abgrenzung zu ADHS
Betroffene bekommen offenbar infolge ihrer Überreizung gelegentlich die Diagnosen ADHS.

### Berufliches
Aron zufolge arbeiten Hochsensible überdurchschnittlich oft als Geistliche, Autoren, Historiker, Philosophen, Richter, Künstler und Forscher. Hochsensible Führungskräfte nehmen im Allgemeinen situative Stimmungen bewusster wahr und richten ihr Handeln danach; auch haben sie ein hohes Bedürfnis nach Übereinstimmung zwischen ihren eigenen Ansprüchen an ihr Führungsverhalten und ihrem tatsächlichen Verhalten. Die Philosophin Dagmar Fenner sieht Bedarf für mehr öffentliche Aufklärung über die Stärken und Schwächen von Hochsensiblen und für mehr soziale Inklusion Hochsensibler im Sinne des Diversity Management.
Hochsensible Menschen können in ruhiger Umgebung sehr produktiv, gewissenhaft und kreativ arbeiten, sind empathisch und können komplex und multiperspektivisch denken. Wichtig ist auch, dass sie sich mit der Tätigkeit identifizieren können, d. h. eine intrinsische Motivation haben. Bei Überstimulation durch sensorische Reize (z. B. in Großraumbüros), unter Zeitdruck, in Wettbewerbssituationen und bei zwischenmenschlichen Spannungen werden sie jedoch unkonzentriert, sind schneller erschöpft und entwickeln häufiger psychische oder psychosomatische Beschwerden. Daher profitieren sie meist von Einzelbüros oder Homeoffice, viele machen sich selbständig.

## Hochsensibilitäts-Test
Elaine Aron hat einen Hochsensibilitäts-Test ausgearbeitet, der heute in der Psychologie zur empirischen Erfassung der Hochsensibilität Verwendung findet. Dabei geben Personen den jeweiligen Grad der Zustimmung zu insgesamt 27 Aussagen an, z. B. „starke Reize wie laute Geräusche oder chaotische Szenen stören mich sehr“. Spätere Forschung konnte die Validität des Testverfahrens bestätigen. Die Testaussagen lassen sich empirisch in drei verschiedene Komponenten untergliedern:
- Die erste (Leichte Erregbarkeit) ist charakterisiert durch schnelles Überfordertsein von inneren und äußeren Anforderungen.

- Die zweite Komponente (Ästhetische Sensitivität) beschreibt Empfänglichkeit gegenüber ästhetischen Reizen.

- Die dritte Komponente (Niedrige Wahrnehmungsschwelle) drückt sich aus in einer als unangenehm empfundenen sensorischen Erregung auf äußere Reize.

Ohne eine abgeschlossene neurowissenschaftliche Theorie bleiben jedoch viele methodische Unklarheiten.
Auch sollten sich Hochsensible nicht nur per Fragebogen selbst identifizieren, sondern eine entsprechende Einordnung sollte sich auf physiologische Messungen stützen.

### Deutschsprachige Version
Im Internet sind deutschsprachige Versionen des Tests zu finden, die nicht wissenschaftlich validiert sind. Die erste wissenschaftliche Übersetzung in eine deutschsprachige Version mit 27 Fragen wurde 2015 an der Universität Graz durchgeführt.:206 An der Helmut-Schmidt-Universität/Universität der Bundeswehr Hamburg wurde der Test dahingehend überarbeitet, dass der Inhalt einzelner Punkte auf zusätzliche Fragen (insgesamt 39) aufgeteilt wurde. Nach einer entsprechenden Evaluierung in einer Stichprobe mit über 3.500 Personen wurden diese auf 26 Fragen gekürzt. In der Anwendung lag bei dem resultierenden Test die Schwelle für Hochsensibilität bei 81 Punkten für Männer und 88 Punkten für Frauen.

## Alltagsleben und Gesellschaft
Hochsensible Menschen messen oft von anderen als unwichtig Angesehenem eine Bedeutung bei. Der Hang zur Detailverliebtheit sowie die Wertschätzung sozialer Kommunikation erfordern Zeit, Sorgfalt und eine ruhige Atmosphäre, die nicht immer gegeben ist. Deshalb sehen sich Hochsensible mit Appellen konfrontiert, sich an die Gegebenheiten anzupassen (z. B. „Stell dich nicht so an!“).
Betroffenen Männern fällt es schwerer als Frauen, ihre Hochsensibilität positiv zu bewerten, da Sensibilität eher bei Frauen als bei Männern akzeptiert wird.
Im beruflichen Umfeld stößt das Verhalten Hochsensibler teilweise auf Ablehnung. Auch im privaten Bereich ist Hochsensibilität nur bedingt ein Vorteil. So stoßen hochsensible Menschen bei Außenstehenden leicht auf Unverständnis, weil sie häufig verschiedene Wahrnehmungen oder unterschiedliche Bedürfnisse in bestimmten Situationen (z. B. Aktivitäts- oder Reizverminderung oder Zeiten des Alleinseins) haben. Daher werden sie unter Umständen als Sonderlinge wahrgenommen. Aus der Sicht Arons könnte die Schwierigkeit, Sensitivität als etwas Positives zu sehen, an kulturell bedingten Einstellungen im Westen liegen. Dabei verweist sie auf die Ergebnisse anderer Forscher. Diese fanden, dass in China sensible, stille Grundschulkinder von Gleichaltrigen respektiert und gemocht werden, nicht aber in Kanada.

## In Unterhaltungsmedien
- Spielfilm Die anonymen Romantiker (2010):[20] Nach Angabe des Regisseurs sind beide Protagonisten hochsensibel.[48]